# Eo biển Kerch

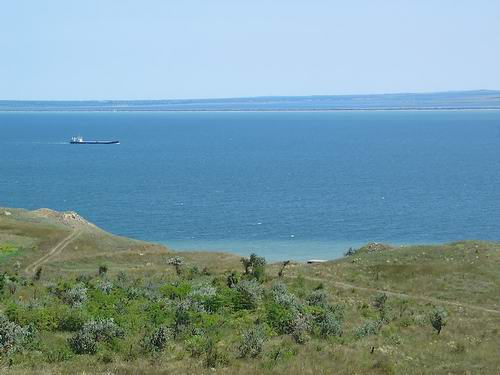
Eo biển Kerch. Nhìn từ phía bờ biển Krym

Eo biển Kerch (tiếng Nga: Керченский пролив, Kerchenskiy proliv; tiếng Ukraina: Керченська протока, Kerchenska protoka) là eo biển nối liền biển Đen với biển Azov; eo biển Kerch ngăn cách Krym ở phía tây với bán đảo Taman ở phía đông. Eo biển này rộng khoảng 4,5 đến 15 km (3-11 dặm) và sâu tới 18 mét. Hải cảng quan trọng nhất ở đây là thành phố Kerch.
Trong thời cổ đại eo biển Kerch đã được biết đến như là Bosporus của Krym; nó còn có tên gọi theo tiếng Tatar là Yenikale.

## Lịch sử
Vận tải bằng phà qua eo biển này được thiết lập năm 1952, nối liền Krym và Krasnodar krai (đơn vị hành chính tương đương như tỉnh) (tuyến cảng Krym - cảng Kavkaz). Ban đầu ở đây có 4 "phà xe lửa"; sau đó đã được bổ sung thêm 3 phà ô tô. Vận tải bằng phà-xe lửa đã kéo dài khoảng 40 năm đến cuối thập niên 1980 thì quá cũ nên bỏ không vận hành nữa. Mùa thu năm 2004 các tàu mới đã được đưa vào sử dụng và vận tải đường sắt lại được phục hồi.
Đã có một vài cố gắng nhằm xây dựng cầu băng qua eo biển Kerch để thay thế cho phà, nhưng vì trở ngại địa chất nên các dự án xây cầu trở nên quá tốn kém.

### Eo biển Kerch trong quan hệ Nga-Ukraina
Năm 1991, Ukraina tuyên bố độc lập, Liên Xô tan rã; eo biển Kerch trở thành eo biển quốc tế với Nga kiểm soát bờ đông và Ukraina kiểm soát bờ tây. Việc sử dụng Eo biển Kerch và Biển Azov sau đó được quy định trong Thỏa thuận Hợp tác Nga-Ukraina ngày 24 tháng 12 năm 2003. Trong đó, cả hai vùng biển được quy định nghĩa là lãnh hải chung, không ấn định phạm vi 12 dặm sở hữu như thông lệ quốc tế. Thỏa thuận ký kết năm 2003 cũng cho phép tàu bè hai nước Nga và Ukraina tự do đi lại qua eo biển này kể cả tàu quân sự. Tuy nhiên khi bang giao hai nước ngày càng căng thẳng và rồi Nga mở cuộc xâm lăng và sáp nhập bán đảo Krym năm 2014 thì cả hai bờ đông và tây eo biển đều thuộc quyền kiểm soát của Nga.

### Tàu thuyền Ukraina bị hạn chế qua Kerch
Tàu thuyền quân sự của Ukraina kể từ năm 2014 không còn được ra vào tự do nữa. Muốn dùng eo biển, Ukraina phải làm đơn xin phép trước đó 48 và 24 giờ đồng hồ vì Nga coi eo biển Kerch là vùng nội hải. Sang năm sau Nga xúc tiến xây cất cây cầu Krymskiy most dài 19 km với hai lối đi về tách biệt để nối Krym và Nga bằng đường bộ phó mặc phản đối của Ukraina. Cầu được khánh thành năm 2018 có tổng thống Nga Putin tham dự.
Ngày 25 tháng 11 năm 2018, một cuộc đụng độ quân sự giữa Nga và Ukraina diễn ra tại eo biển Kerch khi các tàu tuần duyên của Nga khai hỏa và áp giải một tàu giòng và hai tàu tuần tra của Hải quân Ukraina. Nga bắt giữ các thủy thủ Ukraina (xem Sự kiện eo biển Kerch 2018). Kể từ Tháng Tư, 2021 Nga ra tuyên bố đóng kín eo biển Kerch. Chỉ riêng tàu bè của Nga được thông thương qua ngả Kerch mà thôi. Các hải cảng của Ukraina ở biển Azov kể như bất khả dụng.

### Chiến tranh Nga-Ukraina
Ngày 8 Tháng Mười 2022 trong khi Nga và Ukraina giao chiến dữ dội ở vùng Donbas, phần cầu Krymskiy most từ Nga sang Krym bị cơn nổ cháy phá hủy.

## Kinh tế
Một số xí nghiệp chế biến cá nằm dọc theo bờ biển phía Krym của eo biển này. Mùa đánh bắt cá bắt đầu từ cuối mùa thu và kéo dài 2-3 tháng.